# Famille dysfonctionnelle
 (mars 2018).
Si vous disposez d'ouvrages ou d'articles de référence ou si vous connaissez des sites web de qualité traitant du thème abordé ici, merci de compléter l'article en donnant les références utiles à sa vérifiabilité et en les liant à la section « Notes et références ».

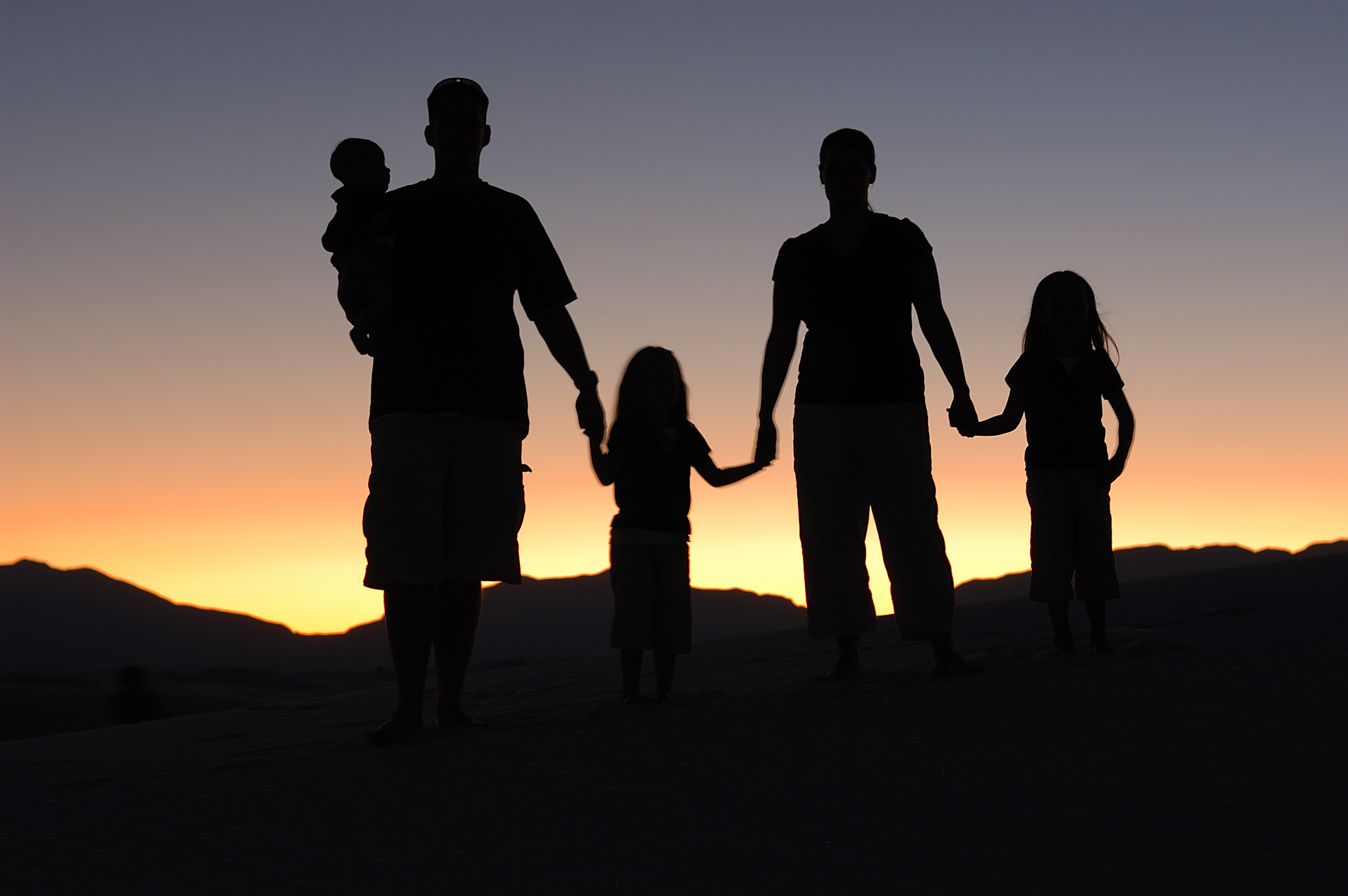
Liens affectifs et conflits dans le même espace familial.

Une famille dysfonctionnelle ou famille toxique est un système familial dans lequel conflit, dispute, mauvaise conduite et souvent négligence ou abus de la part des parents se produisent continuellement et régulièrement. Souvent, les enfants grandissent dans de telles familles en pensant qu’un tel arrangement est normal. Les familles dysfonctionnelles résultent principalement de l’union d’adultes co-dépendants, et peuvent aussi être affectées par des addictions, telles que l’abus de substances (alcool, drogues), ou parfois une maladie psychique non traitée, ou simplement de parents aux comportements toxiques, (autant sur le point de vue physique que psychique). Il est également possible que les parents dysfonctionnels imitent ou corrigent à l’extrême les comportements de leurs propres parents dysfonctionnels. Dans certains cas, un parent « enfantin » laissera le parent dominant abuser leurs enfants.

## Exemples
Les membres d’une famille dysfonctionnelle ont des caractéristiques et des habitudes comportementales en commun qui résultent de leurs expériences au sein de la structure familiale. Cela tend à renforcer le comportement dysfonctionnel, par la permission ou la perpétuation. Le système familial peut être affecté par une variété de facteurs.

### Les pratiques parentales
Les pratiques parentales sont, en partie, tout ce qui à trait aux gestes de même que les décisions que le parent adopte envers son enfant. L’engagement du parent, au sein des interactions avec son enfant, crée un attachement. Dans une famille dysfonctionnelle, cet attachement peut se transformer en contrôle abusif. Ce manque de flexibilité crée une relation d’autoritarisme entre le parent et l’enfant. Le parent est perçu comme étant dictatorial et l’enfant ne peut argumenter avec lui. Ce type de relation favorise un manque d’intimité et contribue à l’excès du perfectionnisme qui peut être demandé à un enfant. Elle peut engendrer une critique constante ce qui affecte l’estime de soi de la personne concernée.

#### Disponibilité physique et psychologique du parent
La dysfonction familiale cause la disponibilité physique et psychologique du parent à être restreinte ou inexistante. Le parent n’est pas enclin à porter attention à son enfant ou prendre en considération ses besoins. Un manque d’empathie en découle et cause un support émotionnel manquant. Dans certains cas, le parent compte sur l’enfant pour créer ce lien émotionnel entre les deux. On y comprend aussi la sécurité physique de l’enfant, la sécurité financière, l’environnement dans lequel la famille vit ainsi que la capacité de se vêtir. Ces éléments peuvent être perturbés ou mis en péril à cause d’une consommation excessive de substances telles que l’alcool ou la drogue, une violence physique ou verbale entre les membres de la famille, une addiction concernant les jeux d’argent ou une priorisation du travail sur la vie familiale, le tout pouvant causer une incapacité à répondre aux besoins premiers de l’enfant tels que les vêtements et la nourriture.

##### Actions indirectes
Les choix qu’un parent fait en lien avec le bien-être de son enfant lorsqu’il n’est pas avec lui constituent les actions indirectes. Prendre le soin de choisir son école, son service de garde, parler avec les professeurs et se renseigner auprès des entraîneurs sportifs. Dans une famille dysfonctionnelle, il est moins commun que de tels gestes soient posés. L’enfant est plus souvent laissé à lui-même et son environnement n’est pas une préoccupation pour le parent. Les fonctions parentales telles que les fonctions de protection, de soins, de soutien ainsi que celles réflexives jouent un rôle majeur dans le développement de l’enfant et sont souvent laissées de côté.

#### Caractéristiques non universelles
Bien que non universelles parmi les familles dysfonctionnelles, et aucunement exclusives à celles-ci, les caractéristiques suivantes sont typiques des familles dysfonctionnelles :
- Jalousie et autres comportements de contrôles anormalement prononcés
- Conflit influencé par le statut marital :
  - Entre des parents séparés ou divorcés, généralement lié à leur séparation
  - Conflit entre des parents qui restent mariés, souvent « pour le bien des enfants », mais dont la séparation ou le divorce enlèverait en fait une influence détrimentale pour les enfants (cela doit être évalué au cas par cas, une séparation peut heurter les enfants)
  - Des parents qui souhaitent divorcer mais ne le peuvent pas pour des raisons financières, sociétales (incluant la religion) ou légales.
- Les enfants ont peur de parler (à l’intérieur ou à l’extérieur de la famille) de ce qui se	passe à la maison, ou ont peur de leurs parents pour d’autres raisons
- Comportement sexuel anormal, tels que l’adultère, la promiscuité ou l’inceste
- Manque de temps passé ensemble, surtout pour des activités récréatives et des évènements sociaux (« On ne fait jamais rien en famille »)
- Les parents persistent à dire que leurs enfants sont traités équitablement, avec justice, quand ce n’est pas le cas du tout.
- Les membres de la famille (y compris les enfants) se déshéritent les uns les autres, ou refusent d’être vus ensemble en public (unilatéralement ou bilatéralement)

### Exemples spécifiques
Dans divers cas, ce qui suit pourrait rendre une famille dysfonctionnelle :
- Famille avec des parents âgés ou des parents immigrés, qui n’arrivent pas à gérer les différences culturelles et/ou générationnelles
- Un parent du même sexe n’intercède jamais dans les relations père-fille/mère-fils en faveur de l’enfant
- Les enfants n’ont aucun contact avec la famille étendue de leur parent à cause de brouilles, de disputes, de préjudices, de conflits, etc.
- Dans une famille avec un ou plusieurs enfants rebelles envers lesquels les parents sont constamment énervés, les enfants non rebelles doivent « marcher sur des œufs » afin d’éviter des dommages collatéraux de la part des parents.
- Une division intense, qui va au-delà du simple désaccord d’opinion et s’étend à l’animosité interpersonnelle entre les membres de la famille au sujet de l’idéologie (par exemple, les enfants sont en désaccord avec les croyances religieuses des parents ; un membre de la famille procède à une IVG alors que les autres membres de la famille désapprouvent sévèrement ; les parents qui soutiennent le fait que le pays soit en guerre tandis que les enfants ne sont pas de cet avis).

## Éducation des enfants

### Signes malsains
Voici une liste de caractéristiques malsaines dans l’éducation des enfants, qui peut résulter en une famille dysfonctionnelle :
- avoir des attentes qui ne sont pas réalistes ;
- ridiculiser ;
- amour sous conditions ;
- manque de respect, surtout le dédain ;
- intolérance émotionnelle (les membres de la famille ne sont pas autorisés à exprimer les « mauvaises » émotions) ;
- dysfonctionnement social ou isolement (par exemple, les parents refusent de contacter d’autres familles, particulièrement celles avec des enfants du même âge, ne font rien pour aider leur enfant "sans ami(s)";
- expression verbale étouffée (les enfants ne sont pas autorisés à avoir un avis différent, à remettre en question l’autorité) ;
- déni d’une « vie intérieure » (les enfants ne sont pas autorisés à développer leur propre système de valeurs) ;
- ne pas protéger assez ou surprotéger ;
- apathie « Je m’en fiche ! » ;
- rabaisser « Tu ne sais rien faire correctement ! » ;
- honte « Tu devrais avoir honte ! » ;
- amertume (peu importe de ce qui est dit, usage d’un ton amer) ;
- hypocrisie « Fais ce que je dis, pas ce que je fais » ;
- manque de pardon pour des offenses mineures ou des accidents ;
- déclarations de jugement ou diabolisation « Tu n’es qu’un menteur ! » ;
- absence totale de critique ou critique excessive (les experts estiment que 80-90 % de compliments et d’encouragements, et 10-20 % de critique constructive est l’approche la plus saine) ;
- double standards ou « signaux contraires », par l’instauration d’un système de valeurs double (un pour le monde extérieur et un autre pour la vie en famille, ou l’enseignement de valeurs divergentes à chaque enfant) ;
- parent absent (rarement disponible pour son enfant à cause d’une surcharge de travail, d’abus de substances, de jeux d’argent ou autres addictions) ;
- projets avortés, promesses non tenues qui affectent les enfants « On le fera plus tard » ;
- donner à un des enfants ce qui appartient à un autre enfant ;
- discrimination sexuelle (traitement juste des enfants d’un seul sexe, traitement injuste des autres) ;
- exposition inappropriée à la sexualité, discussion autour de la sexualité qui prend mal en compte l'âge et la maturité de l'enfant : soit trop, trop vite, soit trop peu et trop tard, sexualisation de l'enfant (vêtements sexy, maquillage…) ;
- discipline défectueuse qui se base davantage sur les émotions ou les politiques familiales que sur des règles établies (par exemple, punition « par surprise ») ;
- un état émotionnel imprévisible dû au stress, à l’abus de substances ou à un trouble de la personnalité ;
- les parents ne prennent jamais (ou toujours) la défense de leur enfant quand d’autres rapportent de mauvais comportements, ou quand les enseignants signalent des problèmes à l’école ;
- un bouc émissaire (culpabiliser un enfant pour les fautes des autres) ;
- diagnostic des problèmes des enfants avec une « vision en tunnel » (par exemple, un parent pense que son enfant fait preuve de paresse ou présente un handicap car ses notes à l’école baissent, malgré des absentes récentes à cause d’une maladie) ;
- les enfants les plus âgés ne sont dotés d’aucune autorité, ou d’une autorité excessive, envers les enfants les plus jeunes, au vu de leur différence d’âge et niveaux de maturité ;
- rétention du consentement (« la bénédiction ») pour des activités légales, courantes et appropriées pour l’âge de l’enfant, auxquelles l’enfant souhaite prendre part ;
- le « je-sais-tout » (n’a pas besoin d’entendre la version de l’histoire de l’enfant quand une accusation est lancée, ou d’écouter les opinions de l’enfant sur des affaires qui le concernent) ;
- régulièrement forcer les enfants à participer à des activités pour lesquelles ils sont bien trop qualifiés, ou bien trop peu (par exemple, emmener un jeune enfant à des jeux de poker) ;
- être trop avare ou permettre que les besoins de l’enfant ne soient pas pris en compte de manière sélective (par exemple, un père n’achète pas de bicyclette à son enfant parce qu’il veut garder l’argent pour sa retraite ou « quelque chose d’important » ;
- désaccord à propos de l’inné et de l’acquis (les parents, souvent non-biologiques, accusent l’hérédité de l’enfant alors que la dysfonction parentale peut être la vraie cause des problèmes).

### Types de dysfonctionnements

#### "Enfants pions"
Un type de parentalité dysfonctionnelle courante est la manipulation d’un enfant par l’un des parents, afin d’accomplir quelque chose qui va à l’encontre des droits ou des intérêts de l’autre parent. Cela inclut la manipulation verbale, par exemple des ragots à propos de l’autre parent, communiquer avec l’autre parent à travers l’enfant plutôt que directement (exposant ainsi l’enfant aux risques de mécontentement de l’autre parent), essayer d’obtenir des informations de l’enfant (espionnage), faire en sorte que l’enfant déteste l’autre parent, avec une indifférence ou un souci insuffisant de l’effet des conduites parentales sur l’enfant. Bien que de nombreux cas de manipulation comme celles-ci aient lieu dans des situations de garde partagée qui résultent de séparations ou divorces, cela peut aussi se produire dans des familles intactes : on appelle cela la triangulation.

#### Liste d’autres styles dysfonctionnels
- "Utilitariste" : parents narcissiques et destructeurs qui règnent par la peur et l’amour sous conditions.
- Abusif : parents qui font usage de violence physique, émotionnelle ou qui abusent sexuellement leurs enfants.
- Perfectionniste : fixation sur l’ordre, le prestige, le pouvoir, les apparences parfaites, en empêchant leurs enfants d’échouer, d'abandonner ou de refuser à quoi que ce soit, même empêcher l'enfant d'avoir un métier qu'il rêverait de faire plus tard ou forcer à oublier strictement des mauvais souvenirs causé de la part des ennemis d'un enfant.
- Dogmatique or sectaire : discipline brutale et inflexible, les enfants ne sont pas autorisés à questionner l’autorité ou développer leur propre système de valeurs.
- Parentalité inégale : tout faire pour l’un des enfants tout en ignorant continuellement les besoins d’un autre enfant.
- Privation : contrôle ou négligence par la rétention de l’amour, du soutien, des nécessités, de la sympathie, des compliments, de l’attention, des encouragements, de la supervision, ou toute autre mise en cause du bien-être de l’enfant.
- Abus entre frères et sœurs : les parents n’interviennent pas lorsqu’un enfant abuse physiquement ou sexuellement un autre enfant.
- Abandon : un parent qui se sépare volontairement de ses enfants, ne souhaitant plus aucun contact, et dans certains cas sans chercher d’arrangements alternatifs de parentalité au long terme, les laissant orphelins.
- Apaisement : parents qui récompensent les mauvais comportements – mauvais même selon	leurs propres standards – et inévitablement punissent les bons comportements d’un autre enfant pour maintenir la paix et éviter des caprices «La paix à tout prix».

## Thérapies
En analysant les dynamiques marquantes du passé à l’aide d’un thérapeute neutre, les manques,  traumatismes, comportements inadaptés  etc. pourront être perçus à travers une certaine perspective et les effets négatifs d'une famille dysfonctionnelle sur la personnalité de l'adulte pourront  être réduits ou dissipés.
Si les problèmes relationnels familiaux sont toujours actuels, ils pourront aussi être analysés en présence d’un psychologue ou psychothérapeute qui pourra mieux pointer les zones grises, aider à départager les responsabilités et à dénouer les conflits.   La psychothérapie pourra ainsi faciliter les décisions pertinentes concernant des relations néfastes, ou encore, la mise en œuvre de solutions pour réparer ou améliorer certaines relations porteuses de changements.